# Scott Zolak
Scott David Zolak (Pittsburgh, 13 dicembre 1967) è un ex giocatore di football americano statunitense che ha giocato nel ruolo di quarterback nella National Football League (NFL).
Al college giocò a football alla University of Maryland, College Park.

## Carriera professionistica
Zolak fu scelto dai New England Patriots nel corso del quarto giro (84º assoluto) del Draft NFL 1991. Dopo non essere sceso in campo nella sua stagione da rookie disputò alcune gare come titolare nel 1992, disputando la sua miglior stagione a livello statistico. Quando Drew Bledsoe fu scelto Draft 1993, Zolak divenne la sua riserva nelle successive sei stagioni. Scese in campo quando Bledsoe era infortunato ma disputò solo tre gare come titolare durante quel periodo. Fu svincolato alla fine della stagione 1998 e firmò coi New York Jets e i Miami Dolphins nel 1999, giocando per un anno per questi ultimi prima di ritirarsi. Dopo il ritiro lavorò come analista sportiva nell'area del New England.

## Palmarès
- American Football Conference Championship: 1

New England Patriots: 1996

## Statistiche
| Yard passate  | 1.314 |
| Touchdown     | 8     |
| Intercetti    | 7     |
| Passer rating | 64,8  |